# 小田為綱
小田 為綱（おだ ためつな、天保10年9月29日（1839年11月4日） - 明治34年（1901年）4月5日）は、岩手県九戸郡宇部村(現：久慈市宇部町)出身の学者・教育者・政治家。通称は仙弥。

## 経歴
昌平黌に学んだ後、盛岡藩の藩校である作人館の教授・寮長となり、原敬らを指導する。明治維新後、北奥羽開拓の構想を建白するが顧みられなかった。
明治10年（1877年）の西南戦争に呼応して、東北地方での士族挙兵の計画に参画するが未然に検挙され（首謀者の神職の名から「真田太古事件」と呼ばれる）、他の参加者らとともに禁固刑に処せられた。明治31年（1898年）には第5回衆議院議員総選挙に岩手県第2区から出馬し衆議院議員に当選。次の第6回総選挙で再選されたが、任期中の明治34年(1901年)に没した。
明治13年（1880年）から翌年にかけて作成されたとされる「憲法草稿評林」は、民権論的な私擬憲法として注目される。

## 関連書籍
- 『もう一つの天皇制構想―小田為綱文書「憲法草稿評林」の世界』 小西豊治著 御茶の水書房 (1989年)  ISBN 4275013026
- 『小田為綱の研究』 大島英介著 久慈市・熊谷出版印刷部 (1995年) ISBN番号無し
- 衆議院・参議院編『議会制度百年史 - 衆議院議員名鑑』大蔵省印刷局、1990年。